# Communauté de communes de l'Oisans
La communauté de communes de l'Oisans est une communauté de communes française, située dans le département de l'Isère et la région Auvergne-Rhône-Alpes.

## Composition
La communauté de communes est composée des 19 communes suivantes :

| Nom                        | Code Insee | Gentilé       | Superficie (km2) | Population (dernière pop. légale) | Densité (hab./km2) |
| -------------------------- | ---------- | ------------- | ---------------- | --------------------------------- | ------------------ |
| Le Bourg-d'Oisans (siège)  | 38052      | Bourcats      | 35,75            | 2 840 (2022)                      | 79                 |
| Allemond                   | 38005      | Allemondins   | 44,75            | 955 (2022)                        | 21                 |
| Auris                      | 38020      | Aurienchons   | 11,21            | 187 (2022)                        | 17                 |
| Besse                      | 38040      | Bessats       | 25,46            | 153 (2022)                        | 6                  |
| Clavans-en-Haut-Oisans     | 38112      | Clavanchons   | 15,58            | 81 (2022)                         | 5,2                |
| Les Deux Alpes             | 38253      |               | 56,72            | 1 920 (2022)                      | 34                 |
| Le Freney-d'Oisans         | 38173      | Frenichons    | 14,54            | 255 (2022)                        | 18                 |
| La Garde                   | 38177      | Gardillons    | 9,09             | 97 (2022)                         | 11                 |
| Huez                       | 38191      | Huizats       | 14,16            | 1 264 (2022)                      | 89                 |
| Livet-et-Gavet             | 38212      | Rioupéruchons | 46,54            | 1 258 (2022)                      | 27                 |
| Mizoën                     | 38237      | Mizoënnais    | 14,6             | 192 (2022)                        | 13                 |
| Ornon                      | 38285      | Ornonais      | 11,6             | 151 (2022)                        | 13                 |
| Oulles                     | 38286      | Oissieux      | 11,01            | 16 (2022)                         | 1,5                |
| Oz                         | 38289      | Oziens        | 16,81            | 214 (2022)                        | 13                 |
| Saint-Christophe-en-Oisans | 38375      | Christolets   | 123,47           | 98 (2022)                         | 0,79               |
| Vaujany                    | 38527      | Vaujaniats    | 64,54            | 352 (2022)                        | 5,5                |
| Villard-Notre-Dame         | 38549      | Villarands    | 14,06            | 26 (2022)                         | 1,8                |
| Villard-Reculas            | 38550      | Villarais     | 4,99             | 70 (2022)                         | 14                 |
| Villard-Reymond            | 38551      | Pentarons     | 11,21            | 43 (2022)                         | 3,8                |

## Démographie
| 1968  | 1975  | 1982   | 1990  | 1999   | 2007   | 2012   | 2017   |
| ----- | ----- | ------ | ----- | ------ | ------ | ------ | ------ |
| 7 981 | 8 707 | 10 325 | 9 476 | 10 558 | 10 747 | 10 757 | 10 701 |